# 非殖民化特别委员会
联合国给予殖民地国家和人民独立宣言执行情况特别委员会，或称非殖民化特别委员会，简称“二十四国委员会（C-24）”，是联合国大会于1961年成立的附属机构，专门处理非殖民化问题。

## 历史沿革
联合国成立之初，全球约有7.5亿人生活在非自治领土上。 但是根据《联合国宪章》第十一章的规定，联合国会员国必须承认其所管理非自治领土上人民的相关权利。 同时联合国也要求会员国协助其所属非自治领土发展适当的自治形式，注意其政治愿望及发展进步阶段。
同时联合国还依据宪章第十二章而创立了国际托管制度。这一制度允许会员国将希望给予殖民地独立的托管领土置于联合国控制之下进行管理和监督。 这些“托管领土”由宪章第十三章设立的联合国托管理事会进行管理。
为了加快非殖民化过程，联合国大会通过了“第1514号决议”，即《关于准许殖民地国家及民族独立之宣言》。该决议确定所有人民均享有自决权，并主张立即无条件地结束殖民主义。

### 创始成员
1961年11月27日，联合国大会通过“第1654号决议”。该决议决定成立一个由17个国家组成的特别委员会来负责审查《关于准许殖民地国家及民族独立之宣言》的适用情况并就如何实施该决议来提出建议，该特别委员会便是非殖民化特别委员会的前身。 这个特别委员会的的创始会员国包括：

| - 柬埔寨 - 埃塞俄比亚帝国 - 印度 - 義大利 - 马达加斯加 | - 波兰人民共和国 - 苏联 - 叙利亚共和国 - 坦噶尼喀 - 突尼西亞 | - 英国 - 美国 - 乌拉圭 - 委內瑞拉 - 南斯拉夫 |

1962年12月7日，联合国大会为该委员会增加了7个席位，使成员国总数达到24个。 随后联合国大会又在2004年、2008年和2010年三度增加会员国席位。尽管该委员会的成员席位已经增加到29席，但习惯上依旧称呼该委员会为“二十四国委员会”。

## 机构领导
| 职务   | 姓名                         | 国籍     |
| ------ | ---------------------------- | -------- |
| 主席   | 梅尼沙·拉姆巴利              | 圣卢西亚 |
| 副主席 | 赫拉尔多·佩尼亚尔沃·波尔塔   | 古巴     |
| 副主席 | 阿玛纳萨·克里斯蒂安万·纳西尔 | 印度     |
| 副主席 | 迈克尔·伊姆兰·卡努           |          |
| 报告员 | 库赛·阿勒达哈克              | 叙利亚   |

### 出典
1. ↑  . 联合国.   [2024-05-04]. （原始内容存档于2024-12-15）.
2. 1 2  . 联合国.   [2024-05-04]. （原始内容存档于2024-12-03）.
3. ↑  . 联合国.   [2024-05-04]. （原始内容存档于2023-09-22）.
4. ↑  . 联合国.   [2024-05-04]. （原始内容存档于2023-09-22）.
5. ↑  . 联合国.   [2024-05-04]. （原始内容存档于2023-09-22）.
6. ↑  . 联合国.   [2024-05-04]. （原始内容存档于2022-01-25）.
7. ↑  . 联合国.   [2024-05-04]. （原始内容存档于2024-11-24）.
8. ↑  . 联合国.   [2024-05-04]. （原始内容存档于2024-05-04）.
9. 1 2 3 4 5  . 联合国.   [2024-05-04]. （原始内容存档于2024-12-03）.